# Alcippe à joues grises
Alcippe morrisonia
Espèce
Statut de conservation UICN

DD : Données insuffisantes
L'Alcippe à joues grises (Alcippe morrisonia) est une espèce d'oiseaux passereaux de la famille des Pellorneidae.

## Habitat et répartition
Cet oiseau est endémique de Taïwan. Il habite les forêts tropicales et subtropicales de moyenne altitude.